# Erfgooiers College
Het Erfgooiers College is een protestants-christelijke middelbare school in de plaats Huizen in de Nederlandse provincie Noord-Holland. De school biedt de opleidingen vmbo-tl, havo, vwo, vwo-plus en gymnasium aan. Op het college zitten ongeveer 985 leerlingen, voornamelijk uit Huizen, Blaricum, Laren en Eemnes. De huidige rector-bestuurder van de school is Gerlof Boersma. 
Het Erfgooiers College ontstond in 1994 door een fusie van de mavo Groen van Prinsterer en havo/vwo van het christelijk college Stad en Lande. De Groen van Prinsterer was oorspronkelijk een muloschool, in 1949 begonnen als een ULO-school. Stad en Lande was een school van recenter datum en begon in 1972 als dépendance van het Willem de Zwijger College in Bussum. Eén jaar later in 1973 werd de school zelfstandig.